# Église de Jérusalem
Dans la tradition chrétienne, l'Église de Jérusalem est l'appellation de la première communauté chrétienne locale de l'Église primitive (de l'âge apostolique). La tradition veut que cette Église (en grec, ekklesia, assemblée) ait été fondée par Jacques le Juste qui dirigeait cette communauté après la mort de Jésus de Nazareth, au plus tard en 38.

## Première communauté
Les membres de la communauté sont essentiellement des Juifs observants appelés nazôréens sans qu'on en sache grand-chose, car ils étaient à l'écart des milieux qui produiront le Nouveau Testament. Après la crucifixion, Jésus est apparu aux apôtres et « à plus de cinq cents frères à la fois (la plupart d'entre eux vivent encore et quelques-uns sont morts) » (1 Co 15. 5-7).
Dans les Actes des Apôtres, il est mentionné que les chrétiens de Jérusalem vendaient leurs biens et mettaient leurs ressources en commun (Ac 2,45).
La vie quotidienne de cette communauté strictement juive, au départ, montre des gens simples qui pratiquent une vie commune avec « fraction du pain » et prières, qui opèrent des guérisons par la parole, guérisons qui leur valent une réputation considérable, d'après Flavius Josèphe. L'ouverture théorique aux païens se fera à travers la conversion du centurion Corneille et le concile de Jérusalem au milieu du Ier siècle. Il n'y a cependant pas de trace de païens convertis à Jérusalem à cette époque, tandis que le nom « chrétiens » lui-même n'est pas encore usité.
La Bible mentionne que l'Église de Jérusalem s'est retrouvée dans la pauvreté et que Paul de Tarse a organisé une collecte auprès des autres Églises en leur faveur.

## Tradition de la fuite de la communauté de Jérusalem à Pella
Selon une tradition rapportée par Eusèbe de Césarée et Épiphane de Salamine, à la veille de la Grande Révolte juive (66-73 ap. J.-C.), les membres de l'Église de Jérusalem furent avertis par un oracle de la prochaine destruction de la Ville Sainte. En conséquence, ils s'enfuirent de Jérusalem et s'installèrent dans la cité païenne de Pella (Transjordanie). L'authenticité de cette tradition a été contestée par S. G. F. Brandon au motif qu'elle comporterait de nombreuses difficultés (notamment la date de la fuite, l'installation dans un milieu païen hostile). Selon J. Bourgel, les membres de l'Église de Jérusalem, à l'instar de nombreux autres juifs, se rendirent aux Romains et furent installés de force à Pella.

## Ælia Capitolina
Vers le début du IVe siècle, Eusèbe de Césarée dit que tous les premiers évêques de Jérusalem étaient des « hébreux de vieille souche » jusqu'à la révolte de Bar Kokhba, issus de la « famille de Jésus » à l'instar de Jacques le Juste. Jérusalem est prise et détruite par Titus en 70 et reconstruite par l'empereur Hadrien sous le nouveau nom d'Ælia Capitolina en 135. Son diocèse est alors rattaché à celui de Césarée, d'obédience chrétienne « occidentale ». Hadrien refuse par ailleurs d'admettre des évêques « issus de la circoncision » à Ælia Capitolina, ce qui contribue probablement à consolider la prééminence des chrétiens provenant du paganisme au sein du christianisme.
Eusèbe de Césarée rapporte encore que Jérusalem n'a plus à son époque de signification théologique pour les chrétiens, à l'inverse des Juifs, et ils ne semblent pas lui avoir accordé un intérêt particulier. C'est l'empereur Constantin qui assiéra l'importance de la ville en la favorisant comme lieu de pèlerinage à partir du IVe siècle et en y construisant à partir de 326 la basilique du Saint-Sépulcre.
Ce n'est qu'en 451 que le patriarcat de Jérusalem est créé par le Concile de Chalcédoine, devenant ainsi une des composantes de la « Pentarchie ».

## Église actuelle
Deux Églises actuelles, appartenant à des communions différentes, en sont les héritières.
- De tradition araméenne :
  - Vicariat patriarcal syriaque orthodoxe de Jérusalem et de Terre Sainte ;
  - Exarchat patriarcal syriaque catholique de Jérusalem et de Terre Sainte.
- De tradition grecque :
  - le Patriarcat orthodoxe de Jérusalem (communion orthodoxe).

Jérusalem est également le siège d'un patriarcat autonome de l'Église apostolique arménienne et du Patriarcat latin de Jérusalem (catholique romain).